# Übernahme von Danzig durch den Deutschen Orden

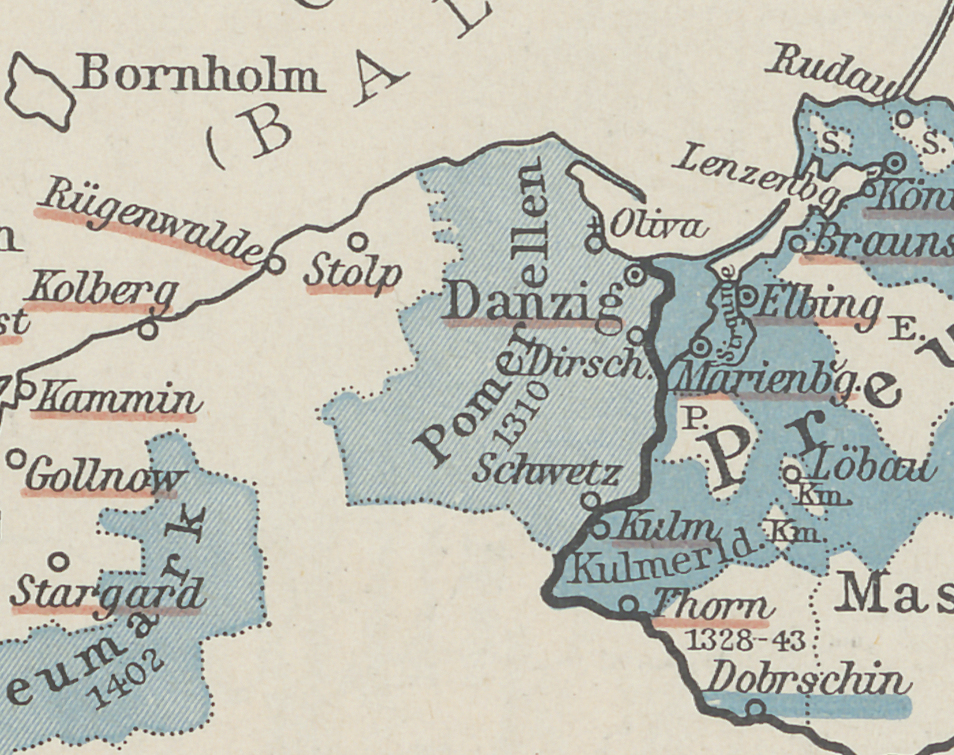
Pommerellen mit Danzig als Teil des Deutschordensstaats

Die Übernahme von Danzig durch den Deutschen Orden am 13. November 1308 war ein wichtiges Ereignis in der Geschichte der Stadt Danzig, in dessen Folge die Stadt und der größere Teil des polnischen Herzogtums Pommerellen in den Ordensstaat eingegliedert wurde.

## Vorgeschichte

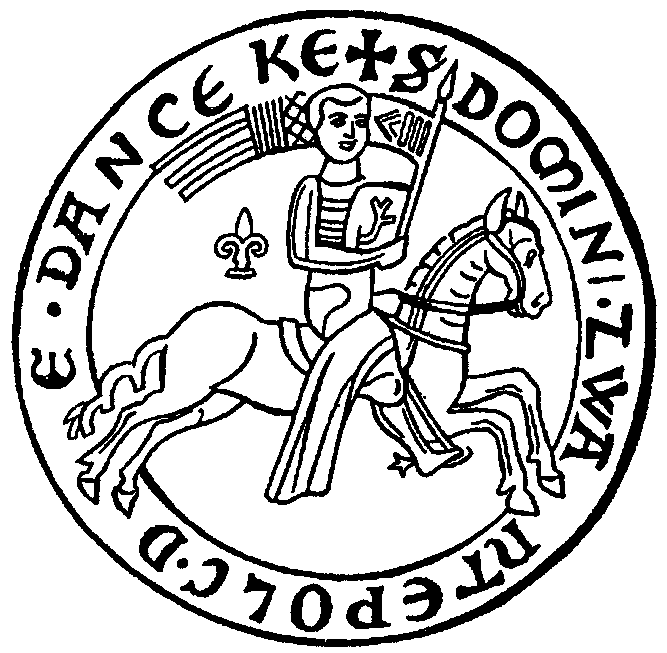
Zwantepolc de Danceke, 1228

Danzig (Dantzike) war im 13. Jahrhundert eine multiethnisch bewohnte Hafenstadt nach Lübischem Recht, die von mehreren Feudalherren umkämpft war, nicht zuletzt durch die pommerellischen Herzöge untereinander.
Herzog Swantopolk II. „der Große“ herrschte von Danzig aus in den Jahren von 1220 bis 1266 über Pommerellen, ab 1227 faktisch souverän. Kaiser Friedrich II. bestätigte in einer Urkunde die brandenburgische Lehnshoheit über das Herzogtum Pommern der Greifen (aber nicht über das Herzogtum Pommerellen der Samboriden), diese wurde allerdings von den meisten pommerschen Herzögen aus der Greifen-Dynastie bestritten. Während Swantopolks II. Herrschaft wurde Danzig nach Lübischem Recht relokalisiert, wo sich schon auch deutsche Handels- und Kaufleute niedergelassen hatten.
Pommerellen geriet nach dem Tod von Swantopolk II. in Erbfolgekämpfe seiner Söhne und Brüder. So stützte sich sein Sohn Mestwin II. in der Frühphase seiner Herrschaft im Kampf gegen seine männliche Verwandtschaft auf die Askanier aus der Mark Brandenburg, seine Brüder bzw. Onkel suchten Beistand auch beim Deutschen Orden.
Die Mark Brandenburg erhielt in den Verträgen von Arnswalde 1269 und Dragebrücke 1273 von Herzog Mestwin II. lehnsherrschaftliche Anwartschaftsrechte über Teile von Pommerellen übertragen. Nach Ansicht auch polnischer Historiker wurden diese Rechte jedoch 1282 durch den Vertrag von Kempen zwischen Mestwin II. und Herzogtum Großpolen in Frage gestellt. Konrad I., Markgraf von Brandenburg-Stendal, nahm im Auftrag von Mestwin II. 1271 Danzig ein, wurde aber 1272 aus dieser Stadt von Herzog Bolesław den Frommen von Großpolen, mit dem sich Mestwin II. gegen den Brandenburger zuvor verbündet hatte, vertrieben. 1282 erbte der Deutsche Orden die Stadt Mewe von Herzog Sambor II. und kam so auf die linke Seite des Weichselufers.
Kämpfe innerhalb der Dynastie der Samboriden, wie auch die wachsende Bedrohung seitens der Mark Brandenburg und des Deutschen Ordens führten ab 1278 zu einem engeren Anschluss Pommerellens an das polnische Herzogtum Großpolen. Als Mestwin II. 1294 ohne männliche Erben verstarb, fiel Danzig gemäß dem Vertrag von Kempen an den Herzog von Großpolen und König von Polen Przemysław II. Dieser relokalisierte Danzig nach dem Magdeburger Recht. Nach dessen Tod, 1296, übernahm sein Erbe der Herzog von Kujawien und späterer König von Polen Władysław I. Ellenlang, der aber 1299 vom böhmischen König Wenzel II. entmachtet und aus Polen vertrieben wurde. Nach dem Mord am letzten Vorsteher der Przemysliden Wenzel III., 1306, konnte Władysław I. Ellenlang, der bereits 1304 aus dem ungarischen Exil nach Polen zurückgekehrt war, sich erneut in weiten Teilen Polens inklusive Pommerellen als Landesherr durchsetzen.

### „Pommerellische Rebellion“
Im Sommer 1307 kam es zu einer Rebellion des pommerellischen Adelsgeschlechts der Swenzonen, die sich mit den Brandenburgern gegen die Herrschaft Władysławs I. Ellenlang verbündet hatten. Sie forderten ihre neuen Lehnsherren dazu auf, Pommerellen und Danzig in Besitz zu nehmen. Markgraf Waldemar von Brandenburg marschierte 1308 in Pommerellen ein und nahm auch die Hauptfeste Danzig ein. Die wenigen polnischen Garnisonstruppen verschanzten sich in der direkt vor der Stadt gelegenen Burg, wo sie von den Brandenburgern belagert wurden.
Der pommerellische Landesrichter und Kastellan der Stadt Danzig in polnischen Diensten, Bogusza, rief auf Anraten des Dominikaner-Priors Wilhelm im Interesse Władysławs I. den Deutschen Orden gegen die Brandenburger zu Hilfe.
Ein Entsatzheer der Deutschritter unter Heinrich von Plötzke und Günther von Schwarzburg (ein Verwandter des gleichnamigen Günther von Schwarzburg) erreichte im August die Burg, woraufhin die Brandenburger die Belagerung kampflos aufgaben und abzogen. Die rebellische Stadtbevölkerung leistete dagegen weiterhin Widerstand und wurde ab September nun ihrerseits von den polnischen Garnisonstruppen unter Bogusza sowie den Ordensrittern belagert. Während der Belagerung kam es unter den Belagerern zum Streit über ihre Entlohnung. Władysław I. lehnte es ab, den Ordensrittern 10.000 Mark Silber für ihre Hilfe zu bezahlen. Schließlich zog Bogusza mit den polnischen Garnisonstruppen ab. Die Deutschritter setzen die Belagerung Danzigs alleine fort. In der Nacht vom 12. auf den 13. November 1308 erstürmten die Ritter die Stadt und beendeten die Belagerung. Ob und wie viele Zivilisten bei der Erstürmung getötet wurden, ist bis heute umstritten.
Der Markgraf von Brandenburg war zwar geschlagen, dafür hielt aber nun der Deutsche Orden die Stadt besetzt. Da Władysław I. die versprochene Entschädigung der Ordensritter nicht auftreiben konnte, gliederte der Orden die Stadt in seinen Besitz ein. Um den Besitz Pommerellens mit Danzig rechtlich abzusichern, kaufte der Orden im Vertrag von Soldin 1309 den Brandenburgern alle ihre allerdings umstrittenen Besitztitel an Pommerellen für 10.000 Mark Silber ab. Damit wurde das polnische Herzogtum Pommerellen an den Landesrechten der polnischen Krone vorbei zwischen zwei deutschen Feudalstaaten, Mark Brandenburg und Deutschordensstaat, geteilt. Bei Brandenburg verblieben bis 1317 die pommerellischen Länder um Stolp, Schlawe, Rügenwalde und Bütow, der größere Rest mit der Hauptfeste Danzig ging an den Hochmeister des Deutschen Ordens.

## Kontroverse
Was genau in der Nacht vom 12. auf den 13. November 1308 passierte, als die Ordensritter Danzig eroberten, war und ist umstritten, im 14. Jahrhundert ebenso wie im 20. Besonders in der Zeit zwischen und nach den Weltkriegen und im Kalten Krieg wurde dieses Thema immer wieder zu politischen und propagandistischen Zwecken aufgegriffen. Längst nicht mehr aktuell sind frühere Behauptungen, der Orden hätte 10.000 Polen massakriert. Allerdings sind wohl mehr als – wie vom Deutschen Orden behauptet – 16 polnische Ritter getötet worden. Błażej Śliwiński hat unlängst den Tod einiger Tausend Einwohner angenommen, blieb aber Belege schuldig. Unzweifelhaft ist mittlerweile allerdings, auch aufgrund archäologischer Untersuchungen, dass große Teile der alten Stadt Danzig vom Deutschen Orden zerstört wurden; daraufhin entstand an der Stelle der heutigen Rechtstadt eine neue Stadt.
Die Webseite Danzigs (Stand 15. Juli 2008) gibt an, dass die Ritter die Bevölkerung abgeschlachtet hätten:... the governor of the castle, Bogusza, called on the Teutonic Knights for help. Those, having captured the castle in 1308 butchered the population. Since then the event is known as "the Gdańsk slaughter ". Zudem gibt es ein Denkmal für das Massaker der Bevölkerung von Danzig im Jahre 1308.
Norman Davies, ein in Polen sehr geschätzter englischer Historiker, schreibt, dass die Ritter Waldemar vertrieben und kaltblütig die Einwohner abgeschlachtet hätten. Johannes Voigt schrieb 1830, das Massaker sei nach Abzug des brandenburgischen Markgrafen von den Verteidigern der Danziger Burg später an in der Stadt zurückgelassenen brandenburgischen Besatzungstruppen verübt worden sowie an Danziger Bürgern, die den brandenburgischen Truppen ursprünglich bei der Einnahme Danzigs behilflich gewesen waren; vergl. Geschichte der Stadt Danzig.
Die New Cambridge Medieval History (1999) berichtet im Detail, erwähnt jedoch keine Verbrechen, nur dass der Orden weitere Städte wie Schwetz erobert hätte. Die Danziger Kolonie von deutschen Kaufleuten sei jedoch von den Ordensrittern angegriffen worden, da sie im Wettbewerb lag mit der Stadt Elbing, einer Hansestadt des Ordens.
Ebenso umstritten ist die ethnische Zuschreibung der damaligen Bevölkerung Danzigs.

## Folgen
Die Übernahme Danzigs durch den Deutschen Orden, in deren Verlauf eine umstrittene Anzahl der Einwohner von Danzig getötet wurden, führte zum Zerwürfnis zwischen dem Deutschen Orden und den polnischen Herzögen (bzw. dem späteren Königreich Polen), die zuvor enge Verbündete im gemeinsamen Kampf gegen die heidnischen Prußen gewesen waren. Nach dem Krakauer Aufstand des Vogtes Albert 1311 wurden von Herzog Władysław I. Ellenlang insbesondere Deutsche bestraft, die einen polnischen Sprachtest nicht bestanden.
Weitere Konflikte zwischen Danzig und dem Orden gab es nach der Schlacht bei Tannenberg 1410, da Danzig sich voreilig auf die Seite des siegreichen polnischen Königs schlug, der zwar die Schlacht gewann, jedoch nicht den Krieg. Der neue Hochmeister Heinrich von Plauen ließ deswegen 1411 einige Ratsherren Danzigs hinrichten, darunter Arnold Hecht und Conrad Letzkau. Dies trug bei zur Ablehnung der Ordensherrschaft und zur Bildung des Preußischen Bundes.
Danzig sagte sich 1454 zusammen mit dem Preußischen Bund vom Orden los und unterstellte sich als autonomer Teil von Königlich Preußen dem polnischen König. Die Stadtrepublik Danzig verlor 1795 mit der Auflösung Polen-Litauens in der 3. Teilung Polens ihre Autonomie, nachdem sie bereits 1793 ins Königreich Preußen der Hohenzollern annektiert worden war - wovon es 1772 noch ausgeklammert geblieben war. Unter Kaiser Napoleon und zwischen den Weltkriegen war Danzig eine Stadtrepublik.
Die deutsch-polnische Geschichte der Hafenstadt war ein Zankapfel zwischen Deutschen und Polen, nicht zuletzt begann hier an der Westerplatte der Zweite Weltkrieg.

## Verweise